# 郑修容 (刘宋)
郑氏（？—474年），南朝宋明帝的修容。生皇五子劉智井。一说宋明帝无性功能，诸子皆为后妃与他人的私生子、或抱养宗室的儿子。劉智井在泰始六年就夭折了，郑氏抚养泉美人的儿子刘友。
后废帝元徽二年七月，郑氏薨，刘友按照为慈母守丧的礼制，服小功五月。